# 1999년 8월
| 1999년: 1월 · 2월 · 3월 · 4월 · 5월 · 6월 · 7월 · 8월 · 9월 · 10월 · 11월 · 12월 |

| <           | 1999년 8월 | 1999년 8월 | 1999년 8월  | 1999년 8월 | 1999년 8월 | >          |
| 일          | 월         | 화         | 수          | 목         | 금         | 토         |
| 1 6.20 을유 | 2 21 병술  | 3 22 정해  | 4 23 무자   | 5 24 기축  | 6 25 경인  | 7 26 신묘  |
| 8 27 임진   | 9 28 계사  | 10 29 갑오 | 11 7.1 을미 | 12 2 병신  | 13 3 정유  | 14 4 무술  |
| 15 5 기해   | 16 6 경자  | 17 7 신축  | 18 8 임인   | 19 9 계묘  | 20 10 갑진 | 21 11 을사 |
| 22 12 병오  | 23 13 정미 | 24 14 무신 | 25 15 기유  | 26 16 경술 | 27 17 신해 | 28 18 임자 |
| 29 19 계축  | 30 20 갑인 | 31 21 을묘 |             |            |            |            |

| 편집하기 |

## 1999년8월 30일
- 동티모르의 독립에 관한 투표가 국제 연합 감시하에서 실시되었다.

## 1999년8월 10일
- 네덜란드가 세계 최초로 안락사 인정 법안을 마련했다.

## 1999년8월 7일
- 대한민국 첫 냉동난자 수정 아기가 탄생했다.

## 1999년8월 2일
- 삼성 라이온즈 이승엽 선수가 시즌 최다 홈런 기록을 달성했다.